# Мыльная пена (фильм, 1920)
«Мыльная пена» (англ. Suds) — трагикомедия 1920 года. Главные роли исполнили Мэри Пикфорд и Альберт Остин — известный актёр-комик из фильмов Чарли Чаплина, в фильмах которого появлялся в образе простака с большими чёрными усами.

## Сюжет

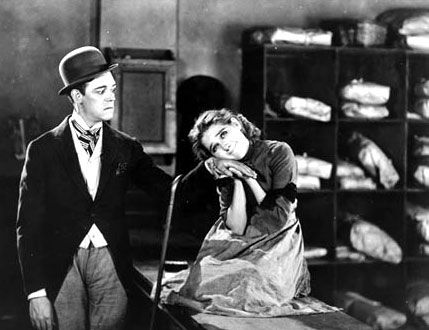
Мэри Пикфорд в роли Аманды Аффлик и Альберт Остин в роли Хораса Гринсмита

Прачка Аманда Аффлик сочиняет историю о рубашке, которую отдал в стирку Хорас Гринсмит. Она рассказывает своим товаркам о том, что рубашка якобы принадлежит её богатому возлюбленному сэру Хорасу, которого изгнал из фамильного замка его отец. Когда Гринсмит приходит забрать белье, она уговаривает его подыграть её фантазиям. Он соглашается притвориться её возлюбленным, однако затем, осознав, насколько жалко выглядит девушка, оставляет Аманду, разбив её радужные мечты.

## В ролях
- Мэри Пикфорд — Аманда Аффлик
- Альберт Остин — Хорас Гринсмит
- Гарольд Гудвин — Бенджамин Пиллсбери Джонс
- Джоан Марш (в титрах не указана)